# Kaganga (periodiskt vattendrag i Burundi, Kayanza)
Kaganga är ett periodiskt vattendrag i Burundi.   Det ligger i provinsen Kayanza, i den nordvästra delen av landet, 60 kilometer nordost om huvudstaden Bujumbura.
Omgivningarna runt Kaganga är en mosaik av jordbruksmark och naturlig växtlighet. Runt Kaganga är det tätbefolkat, med 266 invånare per kvadratkilometer.